# Химки
Химки (рус. Хи́мки) град је у Русији у Московској области. Према попису становништва из 2010. у граду је живело 207.125 становника.
Првобитно је Химки био насеље вила ("дача"), а развило се у московско стамбено и рекреацијско предграђе. У близини су се развили и индустријски погони попут фабрика стакла и керамичких плочица. 1939. године Химки стекао је градски статус.
1930-их година у Химкију се налазио главно одељење НКВД-а, у којем су под Јежовом биле припремане велике чистке.

## Становништво
Према прелиминарним подацима са пописа, у граду је 2010. живело 207.125 становника, 66.125 (46,90%) више него 2002.
| 1939.  | 1959.  | 1970.  | 1979.   | 1989.   | 2002.   | 2010.   |
| ------ | ------ | ------ | ------- | ------- | ------- | ------- |
| 23.092 | 47.800 | 86.645 | 117.974 | 132.902 | 141.000 | 207.125 |

## Међународна сарадња
- Гродно
- Полтава
- Кемер